# 阿尔加里
阿尔加里（Argari），是印度西孟加拉邦Haora县的一个城镇。总人口9525（2001年）。

## 人口
该地2001年总人口9525人，其中男性4942人，女性4583人；0—6岁人口1277人，其中男668人，女609人；识字率66.47%，其中男性为69.38%，女性为63.32%。